# White Zombie
White Zombie – amerykański zespół muzyczny wykonujący post thrash / heavy metal z wpływami industrialu. Powstał w 1985 roku w Haverhill w stanie Massachusetts w USA z inicjatywy Roba Zombie. Grupę rozwiązano w 1998 roku. 
Rob Zombie kontynuuje działalność muzyczną samodzielnie, Ivan DePrume jest natomiast właścicielem „Burning Sound Studios”, w Los Angeles w stanie Kalifornia.
Nazwa grupy została zaczerpnięta z filmu pt. „White Zombie” z Belą Lugosim z  1932 roku.

## Dyskografia
- Soul-Crusher (1987)
- Make Them Die Slowly (1989)
- La Sexorcisto: Devil Music Vol. 1 (1992)
- Astro-Creep: 2000 (1995)